# Citeromyces siamensis
Citeromyces siamensis är en svampart som beskrevs av Nagats., H. Kawas., Limtong, Mikata & Tats. Seki 2002. Citeromyces siamensis ingår i släktet Citeromyces, ordningen Saccharomycetales, klassen Saccharomycetes, divisionen sporsäcksvampar och riket svampar.   Inga underarter finns listade i Catalogue of Life.